# Jamna (Mikołów)
Jamna – dzielnica Mikołowa, przy drodze krajowej nr 81. Przez dzielnicę płynie Potok Jamna, lewobrzeżny dopływ Kłodnicy.
Niegdyś mieścił się tu Zakład Naprawczy Wojewódzkiego Przedsiębiorstwa Komunikacyjnego (następnie KZK GOP), później przemianowany na Przedsiębiorstwo Usług Technicznych Komunikacji Miejskiej JAMNA-BUS. Postawiono w stan upadłości w połowie lat 90. XX wieku.
Znajduje się tu przystanek kolejowy Mikołów Jamna obsługujący ruch lokalny na trasie linii kolejowej nr 140 Katowice – Chałupki.